# Mohyliv-Podil's'kyj
Mohyliv-Podil's'kyj (in ucraino Могилів-Подільський?, in romeno Movilǎu o Moghilǎu, in russo Могилёв-Подольский?, Mogilëv-Podol'skij) è una città ucraina (29 925 abitanti), nel distretto di Mohyliv-Podil's'kyj, nell'oblast' di Vinnycja. Ospita l'amministrazione del distretto di Mohyliv-Podil's'kyj e della comunità territoriale di Mohyliv-Podil's'kyj, una delle comunità territoriali dell'Ucraina.
Fino al 18 luglio 2020 Mohyliv-Podil's'kyj costituiva una città di rilevanza regionale e fungeva da centro amministrativo del distretto di Mohyliv-Podil's'kyj, sebbene non appartenesse al distretto. Come parte della riforma amministrativa che ha ridotto a sei il numero dei distretti dell'oblast' di Vinnycja, la città fu integrata nel distretto di Mohyliv-Podil's'kyj.
Mohyliv-Podil's'kyj è situata al confine con la Bessarabia moldava, sulla sponda sinistra del fiume Nistro.
La città fu fondata da Ieremia Movilă, re (domn) di Moldova. Subì un assedio nel 1660, nell'ambito della Guerra russo-polacca (1654-1667).

## Amministrazione

### Gemellaggi è
- Bachmut
- Koziatyn
- Końskie
- Cavriglia
- Połaniec
- Środa Wielkopolska
- Bălți
- Pitești
- Šaľa